# Museum De Smid
Museum De Smid is een particulier museum aan de Pottevenweg 18 in het Limburgse dorp Ysselsteyn.
Het museum herbergt een verzameling gereedschappen welke in vroeger tijd gebruikt werden door de dorpssmid en de loodgieter/installateur.
Daarnaast bezit het museum een verzameling koetsen.